# 莫罗斯
莫罗斯，是西班牙阿拉贡自治区萨拉戈萨省的一个市镇。 总面积54平方公里，总人口488人（2001年），人口密度9人/平方公里。
目前莫罗斯村仅有441人，是一个世纪前的35%，因此许多房屋被废弃。